# Краснодарско језеро
Краснодарско језеро (рус. Краснодарское водохранилищен) велико је вештачко језеро на југозападу европског дела Руске Федерације. Саграђено је преграђивањем корита реке Кубањ, а његова акваторија је административно подељена између Краснодарске Покрајине и Адигеје. 
Са површином од 420 км2 и највећа је ујезерена површина на подручју Северног Кавказа. Максимална дужина језера је до 45 км, а ширина до 15 км. просечна дубина воде у језеру је око 5 метара, максимално до 18 м, док се запремина креће у вредностима између 2 и 3,1 км3. максимално колебање нивоа воде у језеру је до 8 метара. 
Пројекат у вези са градњом бране и формирањем вештачког језера у доњем делу тока реке Кубањ усвојен је 22. јуна 1967, а процес упумпавања воде у језеро трајао је од 1973. до 4. децембра 1975. године када је језеро пуштено у експлоатацију. Његове воде углавном се користе за пољопривредне и индустријске делатности. 
Његове најважније притоке (све леве) су Белаја, Пшиш, Марта, Апчас, Шундук и Псекупс. На његовој северозападној обали налази се град Краснодар, а већа насеља су још и станице Васјуринскаја и Старокорсунскаја. 